# Wingham (Australia)
Wingham – miasto w Australii, w stanie Nowa Południowa Walia.